# LAYSHA
LAYSHA（韓語：레이샤）是南韓JS娛樂旗下在2015年5月12日推出的女子團體組合，最初是舞蹈表演團體，後在2015年5月12日以同名單曲《LAYSHA》首次亮相，以性感的舞蹈與曲風著稱，而在2022年LAYSHA已轉移到新公司double media再次活動。,
在Youtube上的飯拍影片有不少觀看數。目前現有五名成員，包括高恩、彩眞、Hadam、Bitna、與中韓混血成員Semi。其中，Hadam和Semi都是第二次加入Laysha，Hadam曾經是客串成員，Semi是Laysha曾經前往中國大陸演出的限定成員。但目前hadam被認為是不活躍成員，semi是組合活動的固定成員。為人熟知的Som、惠利為前成員。Laysha最近一次回歸是2024年7月30日發行的數位單曲《Domino》。

## 團體資料
Laysha的MV中展現了4人4色性感可愛面貌，她們通過“粉色標籤”表達出“性感可愛的樣子”，讓大家看到Laysha獨有的魅力。

## 成員資料
| 成員列表   | 成員列表 | 成員列表 | 成員列表 | 成員列表 | 成員列表     | 成員列表            | 成員列表                         | 成員列表 |
| 藝名       | 藝名     | 藝名     | 本名     | 本名     | 本名         | 出生日期 出生地     | 隊內擔當                         |          |
| 藝名       | 諺文     | 羅馬拼音 | 中文     | 諺文     | 羅馬拼音     | 出生日期 出生地     | 隊內擔當                         |          |
| ---------- | -------- | -------- | -------- | -------- | ------------ | ------------------- | -------------------------------- | -------- |
| 高恩       | 고은     | Goeun    | 金高銀   | 김고은   | Kim Goeun    | 1990年12月26日 ·    | 隊長，主唱，領舞，rapper，門面   |          |
| 彩眞       | 채진     | Chaejin  | 金彩眞   | 김채진   | Kim Chaejin  | 1991年4月26日 ·     | 主rapper，主舞                   |          |
| 河淡       | 하담     | HaDam    | 成河淡   | 민하담   | Sung HaDam   | 1991年5月31日 ·     | 領主唱，主舞                     |          |
| 尚未公布   | 세미     | Jian     | 尚未公布 | 세미     | 세미         | 1995年1月8日 · 中国 | 主唱，主舞                       |          |
| 惠智       | 혜지     | Hyeji    | 吳惠智   | 오혜지   | Oh Hyeji     | 1995年10月6日 ·     | 領rapper，領主唱，忙內           |          |
| 已退出成員 |          |          |          |          |              |                     |                                  |          |
| 多順       | 솜       | Som      | 楊多順   | 양다솜   | Yang Da Som  | 1990年5月15日 ·     | 主唱，主舞                       |          |
| 恩惠       | 채진     | EunHye   | 李恩惠   | 이은혜   | Lee Eun Hye  | 1990年8月7日 ·      | 主音，主舞                       |          |
| 惠利       | 혜리     | Hyeri    | 楊惠利   | 양혜리   | Yang Hyeri   | 1992年12月4日 ·     | 領舞，領主唱，忙內               |          |
| 伊娜       | 이나     | Yina     | 柳伊娜   | 유이나   | Ryu Yina     | 1993年10月24日 ·    | 主rapper，領主唱，主舞，音樂制作 |          |
| 藝真       | 지안     | Semi     | 洪藝真   | 홍예진   | Semi         | 1994年5月2日 ·      | 副舞，副主唱                     |          |
| 世喜       | 세희     | Sei Hee  | 金世喜   | 김세희   | Kim Sei Hee  | 1995年10月26日 ·    | 副舞，忙內                       |          |
| 寶凛       | 보름     | Boreum   | 金導英   | 김도영   | Kim Do Young | 1996年8月12日 ·     | 忙內                             |          |

## 發展歷程

### 出道前
在LAYSHA出道之前、Goeun 和 Rizell 於 2012 年以單曲Sexy Brown作為女子組合 LXIA的成員出道。
LAYSHA由JS Entertainment於2014年9月成立、由五名成員組成：Goeun、Becky（現名為Rizell、前身為Chaejin）、Som、Yoobin和Seulgi、該團體是一支舞蹈翻唱團隊、以其冒險、挑釁的表演風格而聞名、這使他們在2015年走紅、Goeun的粉絲攝影吸引了數百萬的觀看次數。
LAYSHA於2015年5月12日以單曲Turn Up The Music出道、2015年8月、Laysha將現場首播兩首全新原創歌曲、Hello和Good Bye My Boy、並宣布Hello作為他們即將推出的第二首單曲、同時發布演唱會公告、將發布帶有完整錄音室版本Hello的編舞視頻、但兩首歌都沒有發行。
2017年12月18日、Laysha以單曲Pink Label再次回歸。 
2019年3月，Hadam成為女子團體LAYSHA的新成員但兩個月後，也就是2019年5月，她因不明原因退出了組合。
Laysha離開JS Entertainment 並成立了自己的公司A1 Entertainmen、其中 Hyeri於2019年初離開 LAYSHA、2019年引入了新成員Sia、Hayeon和Hayoung作為新成員、Hayoung和Hayeon在不到一個月後就離開了、隨後引入了Boreum Laysha於2019年底發行了新單曲Freedom、Laysh宣布EP將於2020年春季發行。

### 2023年
1月27日、Laysha在新聞文章和社交媒體上宣布LAYSHA回來了、 
透露了新音樂的計劃、3月29日Boreum因健康問題離開了Laysha。
4月3日至新成員Rahye和Bitna 的個人資料被發佈到社交媒體上、4月11日Laysha正式公開了全面的回歸計劃、將於6月9日在首爾舉行首場單獨演唱會、屆時Laysha將首發新歌。 此外Laysha將舉行他們的第一次粉絲見面會、並提及他們的首張美國專輯的計劃。
6月7日上午、Laysha釋放了單曲歌曲《red flower》的mv第一個預告。
6月10日上午、Laysha在首爾的演唱會上宣傳了新曲《red flower》和發放了單曲歌曲《red flower》的全首mv。

8月21日上午、Laysha釋放了單曲《SUMMER NIGHT》的mv。
9月11日,Rahye宣佈退出組合，團體回復以四人團體活動。
11月13日，組合宣佈加入新成員Yina，組合回復以五人團體活動。

11月19日，組合發放團體新曲《Yes or NOT》的活動信息。
11月20日，組合發放團體新曲《Yes or NOT》的預告mv。
11月23日，組合發放團體新曲《Yes or NOT》的全部mv。

### 2024年
2024年1月，Sia悄悄離開了該團體，她已被新成員Jian取代，1月16日S Media Entertainment正式確認Sia離職，由Jian加盟組合，2月1日，客串成員DJ Ina正式退團。。
2月1日，組合開始預告他們即將回歸，推出名為Chocolate Cream II的新版本Chocolate Cream， 2月6日，有消息稱這首歌將採用 Microdot，歌曲將於3月18日發行。
3月26日，組合發佈了2016年歌曲《Party Tonight》的重製版，現名為《LAYSHA Party Tonight》。
4月12日，組合與四位成員重新發行了《Yes or Not》，這首歌的原始版本由Ina和Sia演唱，一個月前在串流平台上被刪除。
7月25日，組合宣布將於7月30日發行數位單曲《Domino》。

### 2025年
2月11日，Laysha的官方Instagram帳號停止關注Jian，並開始關注前成員Hadam，這引發了人們對該組合成員可能發生變化的猜測，後來一段由Hadam和組合現任成員共同出演的宣傳影片被上傳，Hadam是組合的新成員。
6月2日，LAYSHA的官方帳號再次關注Semi，並上傳了一段Semi作為組合成員的視頻。

## 音樂作品

### 數位單曲
| 單曲 # | 單曲資料                                                      | 曲目                                       |
| ------ | ------------------------------------------------------------- | ------------------------------------------ |
| 1st    | 《laysha》 - 發行日期：2015年4月16日 - 語言：韓語             | 曲目 1. laysha 2. Good Bye My Boy 3. Hello |
| 2nd    | 《wake me up》 - 發行日期：2016年07月20日 - 語言：韓語        | 曲目 1. wake me up 2. chocolate cream      |
| 3rd    | 《Party Tonight》 - 發行日期：2017年01月17日 - 語言：韓語     | 曲目 1. Party Tonight                      |
| 4th    | 《Pink Label》 - 發行日期：2017年12月18日 - 語言：韓語        | 曲目 1. Pink Label                         |
| 5th    | 《Freedom》 - 發行日期：2019年12月24日 - 語言：韓語           | 曲目 1. Freedom                            |
| 6th    | 《Red Flower》 - 發行日期：2023年06月10日 - 語言：韓語        | 曲目 1. Red Flower                         |
| 7th    | 《Summer Night 》 - 發行日期：2023年08月21日 - 語言：韓語     | 曲目 1. Summer Night                       |
| 8th    | 《Yes or Not》 - 發行日期：2023年11月23日 - 語言：韓語        | 曲目 1. Yes or Not                         |
| 9th    | 《CHOCOLATE CREAM.II》 - 發行日期：2024年3月18日 - 語言：韓語 | 曲目 1. CHOCOLATE CREAM.II                 |
| 10th   | 《PARTY TONIGHT》 - 發行日期：2024年3月18日 - 語言：韓語      | 曲目 1. PARTY TONIGHT                      |
| 11th   | 《DOMINO》 - 發行日期：2024年7月30日 - 語言：韓語             | 曲目 1. DOMINO                             |

## 影音作品

### 音樂錄影帶
| 日期          | 歌名               | 歌手   | 影音        | 備註   |
| 2015年        | 2015年             | 2015年 | 2015年      | 2015年 |
| ------------- | ------------------ | ------ | ----------- | ------ |
| 2015年5月12日 | Turn Up The Music  | LAYSHA | MV          | [ 30 ] |
| 2015年8月20日 | Good Bye My Boy    | LAYSHA | MV          | [ 31 ] |
| 2015年9月25日 | Hello              | LAYSHA | MV          | [ 32 ] |
| 2016年        |                    |        |             |        |
| 2016年7月19日 | Chocolate Cream    | LAYSHA | Official MV | [ 33 ] |
| 2017年        |                    |        |             |        |
| 1月16日       | Party Tonight      | LAYSHA | MV          | [ 34 ] |
| 12月23日      | PINK LABEL         | LAYSHA | MV          | [ 35 ] |
| 2019年        |                    |        |             |        |
| 12月17日      | FREEDOM            | LAYSHA | MV          | [ 36 ] |
| 2023年        |                    |        |             |        |
| 6月10日       | red flower         | LAYSHA | MV          | [ 37 ] |
| 8月21日       | SUMMER NIGHT       | LAYSHA | MV          | [ 38 ] |
| 11月23日      | YES or NOT         | LAYSHA | Official MV | [ 39 ] |
| 2024年        |                    |        |             |        |
| 3月18日       | CHOCOLATE CREAM.II | LAYSHA | MV          | [ 40 ] |
| 3月26日       | PARTY TONIGHT      | LAYSHA | Official MV | [ 41 ] |
| 7月30日       | DOMINO             | LAYSHA | Official MV | [ 42 ] |

## 外部連結
- LAYSHA的Facebook專頁
- LAYSHA的Instagram帳戶

成員個人Instagram
- Goeun的Instagram帳戶
- Chaejin的Instagram帳戶
- Hadam的Instagram帳戶
- Semi的Instagram帳戶
- Bitna的Instagram帳戶